# Coupe de France 1939/40
Der Wettbewerb um die Coupe de France in der Saison 1939/40 war die 23. Ausspielung des französischen Fußballpokals für Männermannschaften. In diesem Jahr meldeten 778 Vereine.
Vorjahressieger Racing Club de Paris konnte seinen Titel in diesem Jahr verteidigen; dies war bereits Racings dritter Pokalgewinn. Endspielgegner Olympique Marseille hatte die Trophäe bis dahin allerdings schon fünfmal in Empfang nehmen können, zuletzt 1938.
Die Austragung wurde stark von den politischen Umständen des Kriegsausbruchs beeinflusst. Im September 1939 kam es auch in Frankreich zur Mobilmachung, wovon Fußballspieler nicht ausgenommen waren. Dies beeinträchtigte den Spielbetrieb der französischen Meisterschaft derart, dass die erste Division in drei regionale Gruppen mit insgesamt 21 Mannschaften aufgeteilt wurde. So konnten Anreisewege verkürzt und die Zahl von Spielen reduziert werden.
Die Coupe de France war von den Rahmenbedingungen gleichfalls stark betroffen; selten spielte eine Mannschaft zwei aufeinanderfolgende Begegnungen in identischer Aufstellung. Immer wieder kamen freigestellte Spieler erst unmittelbar vor Anpfiff – oder sogar erst danach – aus ihrem Garnisonsstandort zum Stadion. Dies erklärt auch manch überraschend hohe Niederlage selbst von Erstligisten (siehe bspw. das Halbfinale), wenngleich diese solche Ausfälle meist besser wegstecken konnten als kleine Vereine. Der RC Paris beispielsweise hatte insgesamt 24 Spieler eingesetzt; lediglich der erst 20-jährige René Roulier bestritt Racings sämtliche Pokalbegegnungen. Der Wettbewerb allerdings wurde noch landesweit ausgetragen und Anfang Mai 1940, unmittelbar vor dem deutschen Einmarsch in Frankreich (Westfeldzug, „Fall Rot“) – am 14. Juni, keine sechs Wochen nach dem Endspiel, besetzte die Wehrmacht Paris –, regulär abgeschlossen. Die Pokalwettbewerbe von 1939 bis 1945 und deren Sieger zählen deshalb, anders als die sogenannten „Kriegsmeisterschaften“, bis heute auch als offizielle Titel.
Nach Abschluss der von den regionalen Untergliederungen des Landesverbands FFF organisierten Qualifikationsrunden griffen die Erstligisten ab dem Zweiunddreißigstelfinale in den Wettbewerb ein. Eine Pokalkommission setzte für Zweiunddreißigstel- und Sechzehntelfinale sämtliche Begegnungen fest; die Privilegierung, dass Erstligisten in der ersten Runde nicht aufeinandertreffen konnten, wurde ab dieser Saison wieder aufgehoben. Bis zum Achtelfinale wurde auch das Heimrecht festgelegt; in Viertel- und Halbfinale fanden die Spiele auf neutralem Platz, das Endspiel traditionsgemäß in Paris statt. Ab dem Achtelfinale wurden die Paarungen frei ausgelost; allerdings war die FFF in einem Fall vom Losverfahren abgewichen und hatte die Paarung Marseille gegen Nizza festgesetzt, was bei diesen Klubs zu erheblicher Verstimmung führte. Endete eine Begegnung nach Verlängerung unentschieden, kam es zu einem oder mehreren Wiederholungsspielen.

## Zweiunddreißigstelfinale
Spiele am 17., Wiederholungspartien am 24. Dezember 1939; da es in diesem Jahr keine offizielle Landesmeisterschaft gab, wird mit Ausnahme der Erstligisten (mit D1 gekennzeichnet) auf die Angabe der Ligazugehörigkeit der Vereine verzichtet.
| - AC Amiens - SC Fives 4:5 - AS Monaco - AS Cannes D1 1:2 - US Boulogne D1 - Olympique Dunkerque 7:1 - OC Châteaudun - Arago Sport Orléans 3:2 - AS Cherbourg - SM Caen 1:2 - US Valenciennes - Excelsior Roubaix D1 5:1 - Stade de l'Est - Red Star Olympique D1 2:1 - SO Charenton - CA Paris D1 2:3 - Racing Paris D1 - Stade Français Paris 3:0 - JS Puteaux - CA du 14e Arrondissement 3:0 - Stade Reims D1 - SC Choisy-le-Roi 4:0 - La Tour d’Auvergne Rennes - FC Lorient 7:1 - FC Rouen D1 - US Vésinet 1:0 - RC Agathois Agde - FC Sète D1 2:10 - US Belfort - FC Sochaux 1:2 - CO Cholet - Stade Rennes UC 2:0 | - AS Troyes - UA du 16e Arrondissement 1:1 n. V., 1:0 - Stade Compiègne - Boulogne-Billancourt 2:0 - AS Moulins - ASA Vauzelles 4:2 - Olympique Alès D1 - SO Montpellier D1 0:3 - Olympique Marseille D1 - Olympique Nîmes D1 5:1 - FCM Aubervilliers - FEC Levallois 4:5 - Girondins Bordeaux D1 - Saint-Jean d’Angély 7:1 - RC Arras D1 - RC Lens D1 0:0 n. V., 3:7 - Racing Strasbourg - SVA Ruelle 4:2 (a) - ES Juvisy - US Asnières 4:0 - Le Havre AC D1 - FC Dieppe 3:1 - FC Antibes D1 - OGC Nizza D1 1:5 - AS Trouville-Deauville - US Quevilly 0:0 n. V., 1:0 - US Annemasse - Lyon OU 5:1 - FC Toulouse D1 - FC Bordeaux-Bouscat 1:3 - AS Saint-Étienne D1 - US Rouet 3:1 |

## Sechzehntelfinale
Spiele am 7. bzw. 14. Januar, Wiederholungspartien am 14. Januar bzw. 4. Februar 1940
| - SC Fives - JS Puteaux 9:0 - US Boulogne D1 - Stade de l'Est 6:3 - OC Châteaudun - Racing Paris D1 2:3 - SM Caen - FC Rouen D1 1:9 - CA Paris D1 - AS Trouville-Deauville 9:0 - FC Sochaux - US Annemasse 1:1 n. V., 4:1 - CO Cholet - La Tour d’Auvergne Rennes 3:2 - Stade Compiègne - Stade Reims D1 2:1 | - AS Moulins - AS Saint-Étienne D1 1:10 - SO Montpellier D1 - Olympique Marseille D1 0:2 - FEC Levallois - AS Troyes 3:4 - RC Lens D1 - US Valenciennes 2:0 - Racing Strasbourg - Girondins Bordeaux D1 3:2 (b) - Le Havre AC D1 - ES Juvisy 4:1 - OGC Nizza D1 - AS Cannes D1 3:2 - FC Bordeaux-Bouscat - FC Sète D1 1:1 n. V., 0:5 |

## Achtelfinale
Spiele am 4., 11. und 18. Februar 1940
| - SC Fives - Le Havre AC D1 1:0 - Racing Paris D1 - CO Cholet 8:0 - FC Rouen D1 - US Boulogne D1 5:2 - FC Sochaux - AS Saint-Étienne D1 4:2 | - Olympique Marseille D1 - OGC Nizza D1 3:2 - AS Troyes - CA Paris D1 0:10 - RC Lens D1 - Stade Compiègne 3:1 - FC Sète D1 - Racing Strasbourg 8:1 |

## Viertelfinale
Spiele am 3. März 1940, auf neutralem Platz
| - Racing Paris D1 - FC Sochaux 3:1 - FC Rouen D1 - SC Fives 2:1 | - Olympique Marseille D1 - FC Sète D1 1:0 - RC Lens D1 - CA Paris D1 2:1 n. V. |

## Halbfinale
Spiele am 7. April 1940, auf neutralem Platz
| - Racing Paris D1 - FC Rouen D1 8:4 | - Olympique Marseille D1 - RC Lens D1 9:1 |

## Finale
Spiel am 5. Mai 1940 im Pariser Prinzenparkstadion vor 25.969 Zuschauern
- Racing Paris - Olympique Marseille 2:1 (1:1)

### Mannschaftsaufstellungen
Auswechslungen waren damals nicht möglich.
Racing Paris: Rudi Hiden – Maurice Dupuis, Raoul Diagne – Ramón Zabalo, August Jordan, Christian Rouellé – Jules Mathé, Heinrich Hiltl, René Roulier , Oscar Heisserer, Edmund Weiskopf
Trainer : E. Roux
Olympique Marseille: Jacques Delachet – Joseph Gonzalès , Camille Malvy – Jean Bastien, Max Conchy, Raymond Durand – Georges Dard, Wilhelm Heiss, Emmanuel Aznar, József Eisenhoffer, Friedrich Donnenfeld
Trainer :József Eisenhoffer
Schiedsrichter: Charles Delasalle (Calais)

### Tore
0:1 Aznar (16.)

1:1 Roulier (25.)

2:1 Mathé (70.)

### Besondere Vorkommnisse
Das Endspiel fand vor der niedrigsten Zuschauerzahl seit 1929 statt; ein Jahr zuvor hatten noch doppelt so viele (über 52.000) Besucher Eintritt für das Finale bezahlt. Diejenigen, die kommen konnten, wurden Zeugen einer Premiere: Zum ersten Mal in einem Pokalendspiel musste der Schiedsrichter einen Platzverweis aussprechen. Racings Weiskopf, ein Ex-Olympique-Spieler, und Max Conchy lieferten sich ein sehr intensives Duell voller Nickeligkeiten; beide Mannschaften mussten das Finale zu zehnt beenden.
Die eingangs benannten Probleme, Soldaten für ein Spiel freigestellt zu bekommen, galten für dieses Finale – anders als noch in der Vorschlussrunde – nur in einem bekannteren Fall: Racings „Stürmerdenkmal“ Émile Veinante durfte seine Truppeneinheit nicht verlassen. Dagegen bekam Olympiques deutscher Torjäger „Willy“ Heiss, bis 1938 Fremdenlegionär in Algerien, ab Kriegsausbruch naturalisierter Soldat in der französischen Armee, Sonderurlaub. Ein anderer prominenter Spieler bei Marseille verpasste das Endspiel hingegen aus Leistungsgründen: Ahmed Ben Bella, gut zwei Jahrzehnte später Algeriens erster Staatspräsident, kam in dieser Saison für OM nur in einem Punktspiel zum Einsatz. Paris’ langjähriger Vereinsvorsitzender Jean Bernard-Lévy erlebte dieses Finale – in Uniform – noch als Zuschauer im Stadion; elf Tage später fiel er an der Front.